# Szpasz
Szpasz (macedónul: Спас, albánul Spasi) település Észak-Macedóniában, a Délnyugati körzet Debari járásában.

## Népesség
| Lakosok száma | 224  | 244  | 312  | 322  | 261  |      | 275  | 32   | 3    |
|               | 1948 | 1953 | 1961 | 1971 | 1981 | 1991 | 1994 | 2002 | 2021 |

2002-ben 32 lakosa volt, akik mindannyian albánok.